# Raión de Otrádnaya
El raión de Otrádnaya (del ruso: Отрадненский район) es uno de los treinta y siete raiones en los que se divide el krai de Krasnodar, en Rusia. Está situado en el área sudoriental del krai. Limita al sur con el raión de Urup y el raión de Zelenchukskaya de la república de Karacháyevo-Cherkesia, al oeste con el raión de Labinsk, al norte con el raión de Novokubansk y el raión de Uspénskoye y al este con el raión de Kochubéyevskoye del krai de Stávropol. Tenía 65 357 habitantes en 2010 y tiene una superficie de 2 452 km². Su centro administrativo es Otrádnaya.
El territorio, de media montaña, del raión se halla surcado de ríos y valles del raión se halla en las vertientes septentrionales del Cáucaso Norte, abarcando la parte media de la cuenca y del valle del río Urup. En el noroeste del distrito nacen afluentes del río Chamlyk y parte de su frontera al este la forma el río Bolshói Zelenchuk.

## Historia
El raión fue establecido el 2 de junio de 1924 en la composición del ókrug de Armavir del óblast del Sudeste sobre el territorio del anterior otdel de Armavir del óblast de Kubán-Mar Negro. Inicialmente lo formaban 10 selsoviets: Malotenginski, Nadiózhnenski, Otradnenski, Peredovski, Podgornenski, Popútnenski, Pregradnenski, Spokóinenski, Spokoinosiniujinski y Udobnenski. El 16 de noviembre de 1924 pasa a formar parte del krai del Cáucaso Norte y el 10 de enero de 1934 al krai de Azov-Mar Negro. El 31 de diciembre de ese año como resultado de la descentralización del distrito se forman los raiones de Spokóinaya y Udobnaya. El 13 de septiembre de 1937 pasó al krai de Krasnodar. El 22 de agosto de 1953 se reintegra el raión de Udobnaya en el raión de Otrádnaya y el 28 de abril de 1962 es reintegrado el de Spokóinaya. En 1993 son anulados los selsoviets y en 2005 se decidió la actual división administrativa.

## Demografía
| Año  | Población |
| ---- | --------- |
| 1959 | 56 822    |
| 1970 | 79 017    |
| 1979 | 67 547    |
| 1989 | 63 803    |
| 2002 | 66 734    |
| 2009 | 65 145    |

## División administrativa
El raión se divide en catorce municipios rurales, que engloban a 57 localidades.
| Municipios de tipo rural               | Poblaciones* |
| -------------------------------------- | --- |
| Municipio rural Bestráshnenskoye       | - stanitsa Bestráshnaya |
| Municipio rural Blagodarnenskoye       | - seló Blagodarnoye - seló Voskresénskoye - jútor Kubran - seló Petróvskoye - posiólok Svetli - posiólok Urupski - jútor Chaikin - posiólok Yuzhni                                                             |
| Municipio rural Krasnogvardéiskoye     | - seló Gusárovskoye - jútor Vesioli - jútor Gogolevski - seló Piskunóvskoye - jútor Rozanovski - jútor Stukánovski - jútor Troitski - jútor Ulanovski                                                          |
| Municipio rural Mallotenguínskoye      | - stanitsa Malotenguínskaya - jútor Lénina - jútor Sankov - jútor Udobno-Pokrovski - jútor Jloponin |
| Municipio rural Mayakskoye             | - posiólok Mayak - posiólok Vesioli - posiólok Donskói |
| Municipio rural Nadiózhnoye            | - stanitsa Nadiózhnaya |
| Municipio rural Otradnénskoye          | - stanitsa Otrádnaya - jútor Novo-Urupski - jútor Otrado-Soldatski - jútor Pokrovski - jútor Sadovi |
| Municipio rural Peredovskoye           | - stanitsa Peredovaya - jútor Baibaris - jútor Ilich |
| Municipio rural Podgórnenskoye         | - stanitsa Podgórnaya |
| Municipio rural Podgorno-Siniujinskoye | - stanitsa Podgórnaya Siniuja - jútor Soldátskaya Balka - stanitsa Spokóinaya Siniuja |
| Municipio rural Popútnoye              | - stanitsa Popútnaya - jútor Berezhinovski - jútor Traktovi |
| Municipio rural Rudievskoye            | - seló Rud - seló Izobilnoye - seló Novosiniujinskoye - jútor Jorin |
| Municipio rural Spokóinenskoye         | - stanitsa Spokóinaya - posiólok Otrado-Tenginski |
| Municipio rural Udobnenskoye           | - stanitsa Udobnaya - jútor Zelenchuk Mostovói - jútor Krasnye Gory - jútor Lazarchuk - posiólok Penkozavod - jútor Romanchukov - jútor Stoliarov - jútor Stukánov - jútor Udobno-Zelenchukski - jútor Chojrak |

*Los centros administrativos están resaltados en negrita.

## Economía y transporte
El principal sector económico del distrito es la agricultura. La industria se centra alrededor de la elaboración de muebles, la transformación de los productos agrícolas y la prestación de servicios.
El raión es atravesado de norte a sur por una carretera (que se bifurca en dos en los valles de la zona sur) que al norte llega a Armavir y a la carretera federal M-29 Cáucaso Pávlovskaya (M4 Don)-frontera azerí.

## Personalidades
- Iván Boiko (*1934), escritor soviético ruso.
- Borís Vladislávovich Kapustin (1931-1966), piloto soviético ruso.
- Dmitri Lavrinenko (1914-1941), oficial tanquista soviético ruso, Héroe de la Unión Soviética.
- Serguéi Mastepánov (1913-2002), paremiólogo y folclorista soviético ruso.
- Gueorgui Moskalenko (1918-1991), piloto soviético ruso.
- Gari Nemchenko (*1936), escritor soviético ruso.
- Piotr Pridius (1932-2003), escritor soviético ruso.
- Stanislav Filipov (*1945), periodista, escritor e historiador soviético ruso.
- Iván Páshchenko (*1922), piloto soviético, Héroe de la Unión Soviética.